# Thunder Alley (Brettspiel)
Thunder Alley ist ein Brettspiel für zwei bis sieben Spieler, das 2014 vom US-amerikanischen Verlag GMT Games veröffentlicht wurde.  Mit Hilfe von Karten, ähnlich wie in card driven war games, bewegt jeder Spieler seine Autos auf der Rennstrecke vorwärts und versucht andere Autos zu überholen, um als erstes ins Ziel zu gelangen. Mit verschiedenen Fahrmanövern lassen sich seine eigenen und teilweise auch die Autos der Gegner bewegen. Da die teilnehmenden Autos von der Anzahl der Spieler abhängig sind, ist deren Anzahl und die Dauer des Spiels jedes Mal gleich, sie beträgt etwa 90 Minuten.

## Thema und Ausstattung
Thunder Alley ist ein kartenbasiertes Stockcar-Rennspiel, in dem die Spieler ihre auf Counter gedruckten Autos eine Rennstrecke entlang bewegen. Je nach Spieleranzahl bekommt jeder Spieler dabei bis zu sechs Autos, die er abwechselnd bewegen muss. Jede Strecke ist in mehrere Felder aufgeteilt. Mit Hilfe verschiedener Karten ist es möglich, sich selbst und teilweise auch die Autos seiner Mitspieler entweder vorwärts oder auch seitwärts zu bewegen, gleichzeitig zeigen diese Karten Schäden an, die der Spieler an seinen Autos hinnehmen muss. Um diese wieder entfernen zu können, muss man am Ende der Runde einen Boxenstopp einlegen und verliert dadurch den Anschluss an andere Autos. Sobald ein Spieler nach einer vorher festgelegten Rundenanzahl ins Ziel gelangt, werden allen anderen Autos in der Reihenfolge der letzten Runde die Plätze zugewiesen und dementsprechend Siegpunkte verteilt. Der Spieler, der am Ende des Spiels die meisten Siegpunkte erlangen konnte, gewinnt das Spiel. Neben zwei beidseitig bedruckten Spielbrettern, auf denen insgesamt vier verschiedene Rennstrecken zur Verfügung stehen, besteht das Spielmaterial aus folgenden Komponenten:
- 42 doppelseitige Auto-Counter
- 7 Spielertableaus
- Spielerhilfen
- 84 Racing-Karten
- 26 Ereigniskarten
- 1 Regelheft
- zahlreiche Counter, um Autoschäden, Reihenfolgen und Extrapunkte anzuzeigen

## Spielablauf
Jedem Spieler wird eine Farbe zugelost und bekommt in Abhängigkeit von der Spieleranzahl drei bis sechs Autos, die abwechselnd auf den Startpositionen aufgestellt werden. Außerdem bekommt jeder Racing-Karten auf die Hand, die von den Spielern nacheinander ausgespielt werden. Die Anzahl der Karten ist abhängig von der Anzahl der Autos, die ein Spieler bewegt, und beträgt eine mehr als man Autos hat. Mit jeder Karte darf man jedes Auto einmal bewegen, die letzte Karte darf behalten oder abgeworfen werden. Auf jeder Karte ist ein Fahrmanöver aufgedruckt, das auf einem seiner Autos ausgeführt wird. Außerdem ist eventuell ein Schaden abgebildet, der ebenfalls auf das Auto wirkt und mit einem entsprechenden Counter auf dem Spielertableau verzeichnet wird. Der Spieler muss abwägen, welche Karte er auf welches Auto spielt, im späteren Spiel muss er vor allem überlegen, da die Schaden-Counter bestehen bleiben und er das Risiko eingehen muss, dass sein Auto durch den erlittenen Schaden langsam fährt oder sogar kaputtgeht und ausscheidet. Außerdem sind auf jeder Racing-Karte zwei Zahlen abgebildet, die große zeigt die Anzahl der Felder an, die das Auto im Rennen vorwärts fährt, die kleine zeigt die Anzahl der Felder an, die das Auto vorwärts fährt, wenn es aus dem Pitstop zurückkehrt. Autos bewegen sich vor allem am Anfang in einer geschlossenen Reihe mit den Autos der anderen Mitspieler fort. Es liegt im Interesse der Spieler die Gruppe am Anfang nicht allzu sehr auseinanderzureißen, damit man auch von den Fahrbewegungen der Mitspieler profitiert und mitgenommen wird. Erst gegen Ende versucht man das Feld auseinanderzureißen, damit die eigenen Autos zuerst ins Ziel gelangen. Mit vier verschiedenen Fahrmanövern fährt man sich oder auch Teile der Gruppe gemeinsam: Draft-Moves, Pursuit-Moves, Solo-Moves und Lead-Moves.
1. Draft-Moves
Mit dem Draft-Move bewegt man sein Auto und alle Autos, die sich geschlossen hinter einem und vor einem in einer Reihe befinden, um so viele Felder fort, wie die Karte anzeigt.
2. Pursuit-Move
Mit dem Pursuit-Move bewegt man sein Auto und alle Autos, die sich geschlossen vor einem befinden, um so viele Felder fort, wie die Karte anzeigt.
3. Solo-Move
Mit dem Solo-Move bewegt man sein Auto alleine, ohne irgendwelche anderen, um dem Feld zu entfliehen und vielleicht zum Ende des Spiels alleine ins Ziel zu gelangen oder um zum Hauptfeld aufschließen zu können. Diese Karten haben tendenziell die meisten Bewegungspunkte.
4. Lead-Move
Mit dem Lead-Move bewegt man sein Auto und alle Autos, die sich geschlossen hinter einem befinden, um so viele Felder fort, wie die Karte anzeigt. Am Ende jeder Runde wird eine Ereigniskarte gezogen. Durch diese Karte wird ebenfalls bestimmt, wen das Ereignis trifft. Es kann dann passieren, dass alle Spieler, die bereits einen bestimmten Schaden erlitten haben (z. B. Reifenschaden), einen weiteren hinnehmen müssen.

## Erweiterungen
Es sind mehrere Erweiterungen erschienen, unter dem Namen Thunder Alley: Expansion Tracks erschienen 2015 zwei zusätzliche Spielbretter mit fünf weiteren Rennstrecken. Mit der 2016 erschienenen Erweiterung Thunder Alley: Crew Chief Expansion ist es möglich, während des Spiels bestimmte Strategien zu entfernen, die dann auf die Autos seines Teams wirken. Außerdem brachte The Dice Tower 2017 eine Mini-Erweiterung mit acht zusätzlichen Karten heraus. Für 2018 wurde eine Erweiterung unter dem Namen Thunder Alley: Race Day Legends angekündigt. Diese wird im Verlag Nothing Now Games erscheinen, dem eigenen Verlag des Designer-Paares Jeff und Carla Horger.
Unter dem Titel Grand Prix wurde 2016 ein thematisch ähnliches Spiel, ebenfalls von Jeff und Carla Horger veröffentlicht. Die Spielregeln sind etwas anders und das Spiel bildet nicht ein Stockcar-Racing ab, sondern ein Formel-1-Rennen. Auch dazu erschien 2017 eine Erweiterung unter dem Namen Grand Prix: New Track Pack mit zwei zusätzlichen Spielbrettern und vier weiteren Rennstrecken. Alle Rennstrecken von Thunder Alley und Grand Prix können genauso wie die aus den Erweiterungen mit beiden Spielen gespielt werden.